# Ernestina Menasalvas
Ernestina Menasalvas (nacida en 1970) es una investigadora española en el área de Big Data y Data Mining. Doctora en Informática por la Universidad Politécnica de Madrid (UPM), es Catedrática de Universidad de la Escuela Técnica Superior de Ingenieros Informáticos, perteneciendo al departamento de Lenguajes y Sistemas Informáticos e Ingeniería de Software. Durante el periodo de mayo de 2008-abril de 2012 fue Vicerrectora de Posgrado y Doctorado en la UPM. Actualmente dirige el grupo de investigación de Minería de Datos y Simulación (MIDAS), dentro del área de Conocimiento de Computación e Inteligencia Artificial de la UPM.

## Actividad Científica
Sus actividades de investigación cubren diversos aspectos del desarrollo de proyectos de minería de datos. Además, en los últimos años su investigación se centra en la minería de datos en el campo de la medicina. Ha participado en diferentes proyectos de investigación y desarrollo relacionados con la integración de datos y la minería en dispositivos móviles.
Los resultados de sus investigaciones se recogen en cerca de 50 artículos en diversas revistas, incluyendo Data and Knowledge Engineering Journal, Information Sciences, Expert Systems with Application, Journal of Medical Systems y International Journal of Intelligent Data Análisis. Además ha participado en más de 20 congresos nacionales e internacionales.
Cuenta con la publicación de tres libros sobre minería de datos editados por Springer en 2003, 2004 y 2009: Methods and Supporting Technologies for Data Analysis, Advances in Web Intelligence: First International Atlantic Web Intelligence Conference Awic 2003, Madrid, Spain, May 2003, Proceedings, y Advances in Web Intelligence: Second International Atlantic Web Intelligence Conference, Awic 2004, Cancun, Mexico, May 16-19, 2004 Proceedings.